# Força-Tarefa Conjunta Combinada — Operação Resolução Inerente
A Força-Tarefa Conjunta Combinada — Operação Resolução Inerente (também referida pela sigla em inglês CJTF–OIR) é uma coalizão militar internacional liderada pelos Estados Unidos contra o Estado Islâmico do Iraque e do Levante (EIIL), sendo gerido pelo Comando Central dos Estados Unidos para coordenar esforços militares dos Estados Unidos e mais 30 países participantes. O objetivo apresentado pela CJTF–OIR é de "degradar e destruir" o EIIL. Foi estabelecido pelo Comando Central dos Estados unidos e anunciado em Dezembro de 2014, após serem feitos os arranjos necessários para coordenação e, também, devido ao avanço rápido do EIIL no Iraque em Junho do mesmo ano. Formado em outubro de 2014, a primeira conferencia de integração da coalizão ocorreu em dezembro de 2014. O atual comandante da coalizão expressou sua intenção de acabar com EIIL na Síria antes de rotação de seu comando.

Países participantes na CJTF–OIR

## Ocorrências
Em agosto de 2015 a coalizão tinha feito o total de 45259 surtidas aéreas no total de 12 meses de operações, sendo sua maioria realizada pela Força Aérea dos Estados Unidos, sendo 67 porcento dos ataque ao solo e com mais de 5600 bombas até tal data. O The Guardian apontou que um time independente de jornalistas publicou detalhes de 52 bombardeios realizados teriam matado mais de 450 civis, incluindo 100 crianças. A coalizão reconheceu apenas duas mortes de não combatentes nos ataques realizados.
Entre 18 e 19 de julho de 2016, período que ocorria a Ofensiva de Manbij, a coalizão bombardeou alvos no vilarejo de Tokhar, localizado perto do Eufrates. Tais ataques teriam resultado entre 50 a 200 civis mortos.
Em 17 setembro de 2016, a coalizão bombardeou tropas do governo sírio na cidade de Deir ez-Zor que estavam sobre cerco do Estado Islâmico. O ataque causou mais de 100 mortos e cerca de 100 feridos, possibilitando avanço dos jihadistas na cidade. A coalizão admitiu os ataques e afirmou que foram decorrências de erro.
Segundo o comando da Coalizão, pelo menos 32 000 alvos no Iraque e na Síria foram destruídos ou danificados nos ataques aeronavais dos Aliados entre 2014 e 2016.